# توني كريستي
توني كريستي (بالإنجليزية: Tony Christie)‏ (و. 1943 – م) هو مغني، وموسيقي، وممثل، من المملكة المتحدة.

## وصلات خارجية
- توني كريستي على موقع IMDb (الإنجليزية)
- توني كريستي على موقع ميوزك برينز (الإنجليزية)
- توني كريستي على موقع أول ميوزيك (الإنجليزية)
- توني كريستي على موقع ديسكوغز (الإنجليزية)